# 초록정치연대
초록정치연대(草綠政治連帶)는 2004년 6월 결성된 대한민국의 정치 단체이다. 2008년 7월 12일에 해산하였다.

## 역사
2002년 제3회 전국동시지방선거에서 시민사회단체 출신의 지방의원이 배출되자 '녹색 정치'를 내세우면 가칭 ‘녹색정치네트워크’ 결성을 목표로 ‘녹색정치준비모임’이 만들어졌다. 이후 2004년 6월 10일 "풀뿌리의 생명력과 연대로 시민사회의 대안적인 가치를 실현하자"는 선언을 발표하면서 ‘초록정치연대’를 창립하였다. 특히 생명과 평화, 풀뿌리, 지구, 나눔, 미래, 성 평등, 다양성의 8가지 가치를 초록정치의 가치 지향으로 내세웠다. 2006년 전국동시지방선거에서 20명의 후보가 기초의회에 출마하여 2명의 당선자를 배출했다.

## 같이 보기
- 녹색당 (대한민국)